# Medal za Kampanię Włoską
Medal za Kampanię Włoską (por. Medalha da Campanha do Itália) — brazylijskie odznaczenie wojskowe nadawane osobom, które uczestniczyły w działaniach Brazylijskiego Korpusu Ekspedycyjnego we Włoszech.

## Historia
Odznaczenie zostało ustanowione dekretem z mocą ustawy nr 7454 z dnia 10 kwietnia 1945 roku dla nagrodzenia uczestników Brazylijskiego Korpusu Ekspedycyjnego walczącego od września 1944 roku do maja 1945 roku w czasie walk na terenie Włoch. Dekret ten został zmieniony dekretem nr 18847 z dnia 11 czerwca 1945 r. i ostatecznie uregulowany dekretem nr 20497 z dnia 24 stycznia 1946 roku.

## Zasady nadawania
Medal nadawany był żołnierzom Brazylijskiego Korpusu Ekspedycyjnego biorącym udział w działaniach bojowych na terenie Włoch od września 1944 do maja 1945 roku.
Zgodnie z dekretami medal nadawany był każdemu żołnierzowi bez względu na stopień wojskowy, chyba że w czasie służby był karany dyscyplinarnie.

## Opis odznaki
Odznaka medalu jest okrągły medalion wykonany z brązu i patynowany.
Na awersie w centralnej części jest umieszczony uskrzydlony miecz — symbol Brazylijskich Sił Powietrznych, wzdłuż krawędzi medal otoczony jest wieńcem z liści laurowych.
Na rewersie jest napis: CAMPANHA DO ITALIA (pol. Kampania we Włoszech) i F.A.B. (skrót od Força Aérea Brasileira – Brazylijskie Siły Powietrzne)
Medal zawieszony był na wstążce koloru ciemnoniebieskiego, w środku znajduje się pasek w barwach flagi włoskiej — zielony, biały i czerwony.